# 阿摩尔
阿摩尔（法語：Armor，法語發音：[aʁmɔʁ]）是布列塔尼的沿海部分，与内陆的阿戈阿特相对。“阿摩尔”一称来自布列塔尼语“armor”，由语素“ar-”（意为“在……附近”）与“mor”（意为“海”）组成。